# HAARP

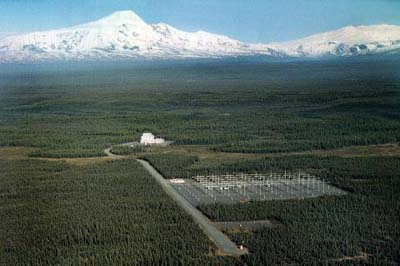
Вигляд HAARP з повітря в напрямку на вулкан Санфорд, Аляска

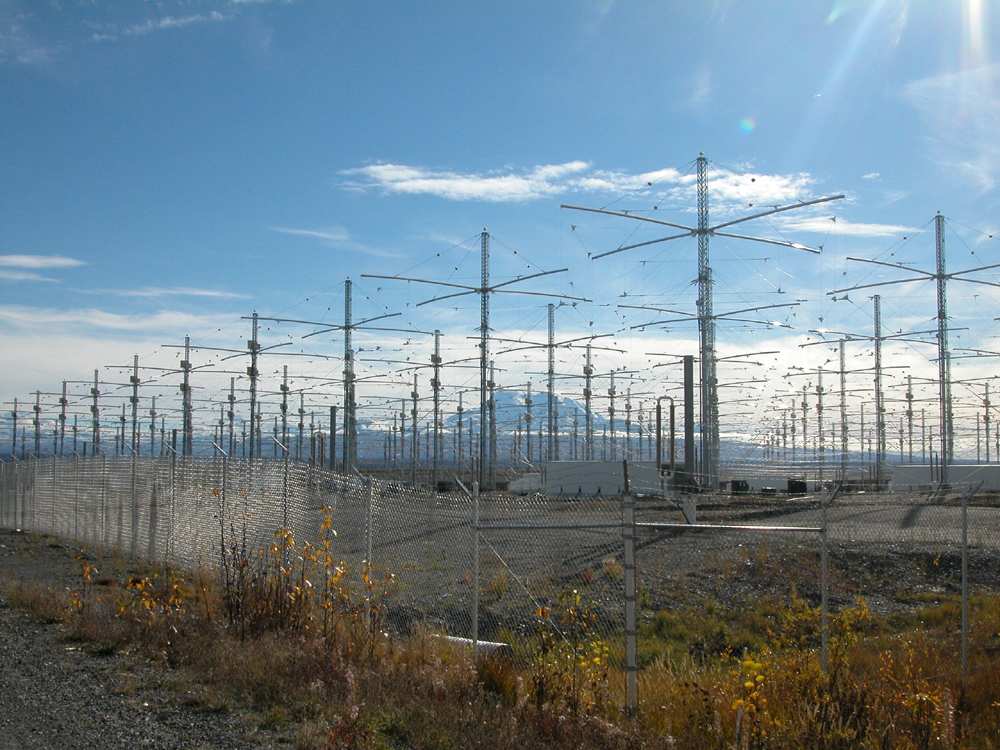
Антени HAARP

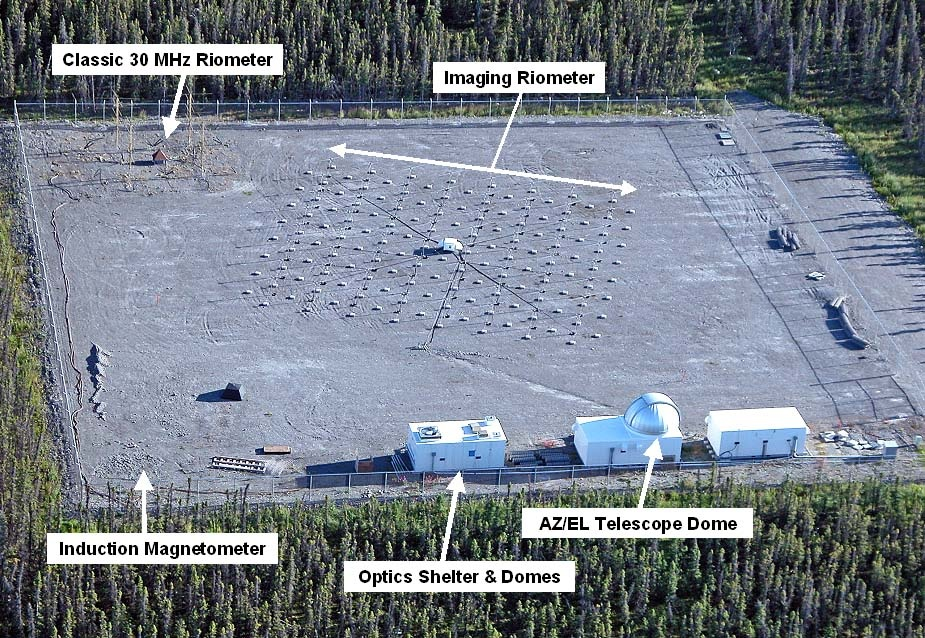
Пристрої науково-дослідчого проєкту HAARP

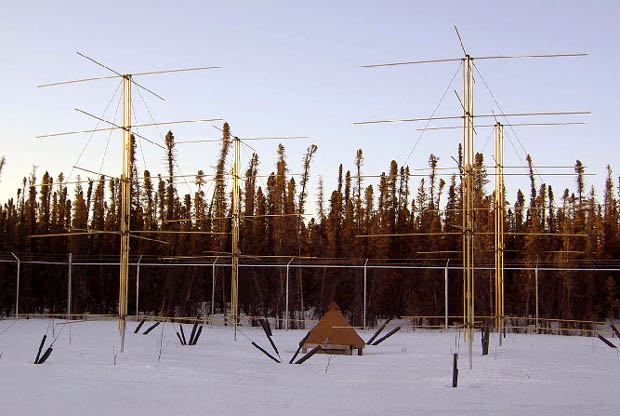
Антени науково-дослідчого проєкту HAARP, що працюють на частоті 30 МГц

HAARP (англ. High Frequency Active Auroral Research Program — програма високочастотних активних авроральних досліджень) — науково-дослідчий проєкт США щодо вивчання полярних сяйв (авроральних явищ). Проєкта розпочато навесні 1997 року, у Гаконі, штат Аляска.
Метою проєкту, за словами його творців, є порозуміння, моделювання і контролювання за процесами в йоносфері, які можуть уплинути на роботу систем зв'язку та електронного спостереження. Проєкт розглядає вплив дій різних електронних пристроїв на динамічні процеси в йоносфері. Він фігурує в численних теоріях змови, а також стверджують, що HAARP є начебто геофізичною чи кліматичною зброєю.

## Структура
До складу HAARP увіходять антени, радар некогерентного випромінювання з антеною двадцятиметрового діаметра, лазерні локатори, магнетометри, комп'ютери для опрацьовування сигналів і керування антенним полем (активна фазована ґратка). Живить увесь комплекс потужна газова електростанція і шість дизель-генераторів. Розгорнула комплекса й провадить досліджування на ньому «лабораторія Філіпс», розташована на базі ВПС США в Кертленді, штат Нью-Мексико. Їй підпорядковані лабораторії астрофізики, геофізики й засобів ураження Центру космічних технологій Військово-Повітряних Сил США. Від 2000 року до складу входить крейсер «Вісконсин», на якому встановлено відповідне обладдя.
Основний досліджувальний центр HAARP розташовано неподалік від міста Гакон на Алясці. Др цього проєкту входять низка дрібніших центрів: Platteville у штаті Колорадо Фербенкс, на Алясці, й обсерваторія Аресібо в Пуерто-Рико.
2005 науковцями, що працюють на HAARP, опубліковано інформацію про створення штучного сяйва.

## Подібні установки
Існують аналогійні устави HAARP, наприклад:
- Сура — науково-дослідчий інститут радіофізики (Нижній Новгород, Росія).
- EISCAT (Швеція).
- Arecibo (Пуерто-Рико).
- EISCAT (Норвегія)
- VOA (Делано, штат Каліфорнія, США).
- неподалік м. Зміїв, Харківська область (Україна) («УРАН-1»[1]);
- у Гіссарській астрономічній обсерваторії Душанбе (Таджикистан) — радіотехнічна система «Горизонт» (2 вертикальні прямокутні антени);
- у Хікамарка (Перу).

## Теорії змови
HAARP є предметом численних теорій змови, які трактують проєкт як:
- електромагнетну зброю, яка може накопичувати електромагнетну енергію на невеликій ділянці.
- геофізичну зброю, яка здатна спричиняти: землетруси, циклони з цунамі тощо.
- пристрій, здатний контролювати думки людей.
- пристрій має зазначені функції та можливість: знищення всіх супутників на навколоземних орбітах і міжконтинентальних балістичних ракет тощо.

Деякі з цих теорій змови побудовано за аналогією з системою Ешелон, яка врешті-решт виявилася установою прослуховування.